# Evelyne Sossouhounto
Evelyne Hortense Amélie Sossouhounto Kaneho est une enseignante et femme politique béninoise.

## Biographie

### Enfance et formations
Evelyne Sossouhounto est née, le 2 mai 1956, à Abomey. Enseignante de sciences, elle est Inspectrice de sciences physiques, chimique et technologie,. 

### Carrière
Au lendemain de l’élection présidentielle de Boni Yayi, elle fait son entrée au gouvernement au poste de ministre des Enseignements primaire et secondaire,,. Avant cela, elle est, de mars à août 2006, coordonnatrice du projet d’Appui à la généralisation des nouveaux programmes d’études à l’enseignement secondaire. 
De 1988 à 1998, elle est coordonnatrice technique pour la formation pédagogique en sciences des volontaires du corps de la paix des États-Unis d’Amérique. À partir de 2009, elle supervise des « ateliers pédagogiques Prime » dont le but est la conception des situations d’apprentissage selon l’approche par compétences.

## Distinction
Le mercredi 08 octobre 2014, elle est faite commandeur de l'Ordre National du Bénin,.